# 古賀春一

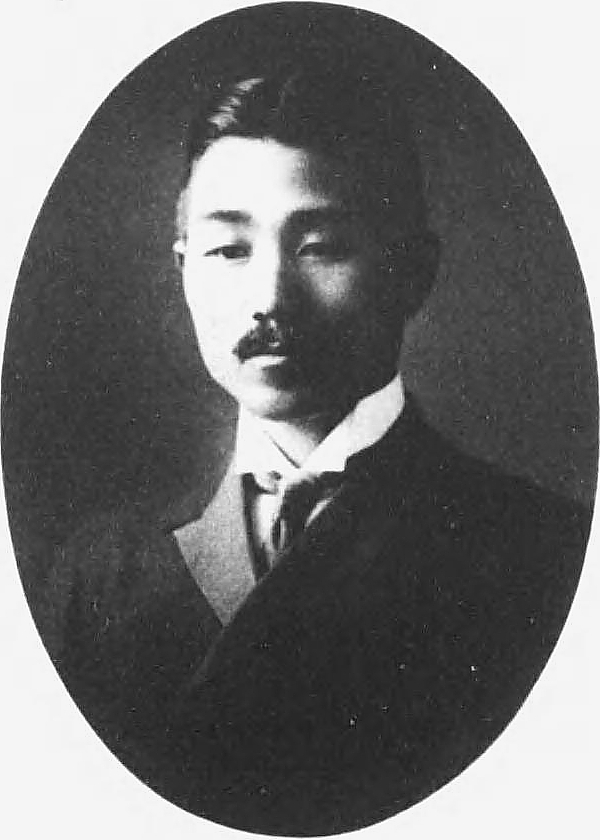
古賀春一

古賀 春一（こが はるいち、1882年（明治15年）11月17日 - 1951年（昭和26年）8月4日）は、明治末期から昭和にかけて活動した日本の実業家。主として炭鉱業を手がけ、松島炭鉱（現・三井松島産業）会長や大日本炭砿社長を務めた。佐賀県出身。

## 経歴

### 長崎での事業
古賀春一は1882年（明治15年）11月17日、佐賀県の松尾五左衛門の三男として生まれた。少年時代から「神童」とうたわれ、中学校を出ると上京して東京高等商業学校で学ぶ。そこで同じく上京していた佐賀の古賀善兵衛の長女フサと知り合い、善兵衛にも気に入られて、1901年（明治34年）に古賀家の婿養子となった。
古賀家は伊丹家・深川家とともに江戸時代より続く佐賀の富商で、江戸期には呉服商として御用商人を勤めていた。明治になってから当主の善兵衛（善平）は両替商を開店、さらに1885年（明治18年）1月には古賀銀行を設立し頭取となった。春一が古賀家に入った当時はこの銀行業以外にも炭鉱業なども手がけていたが、善兵衛はこれらの古賀家の事業の中から長崎県の松島炭鉱を春一に任せた。1906年（明治39年）のことである。
松島では江戸時代より採炭が行われていたが、明治初期にはほとんど廃坑となっていた。1885年になって三菱合資会社が松島を調査し翌年より採掘を始めるものの、出水量が多く2年後には廃棄した。古賀家はこの松島炭鉱を取得し、1905年（明治38年）第一坑、1910年（明治43年）第二坑、1912年（明治45年）第三坑と開発していった。こうした中で、石炭の一大市場である長崎進出をうかがう三井財閥の目に留まり、松島炭鉱を三井の資本も入れて開発することとなった。提携に伴い1913年（大正2年）1月、三井鉱山の傍系会社として松島炭鉱株式会社（現・三井松島産業）が資本金200万円で発足し、古賀春一は同社代表取締役会長となった。炭鉱は同社に引き継がれてその後も採掘が進み、1916年（大正5年）には第四坑も開発された。
長崎ではほかに長崎電灯も経営した。同社は1889年（明治22年）に設立された長崎市の電気事業者で、設立時より長崎十八銀行の関係者とともに古賀家も関与していた。長く十八銀行関係者が経営していたが、1912年7月、古賀が代わって長崎電灯の社長に就任。さらに株式を買収して古賀のグループで株式の過半数を押えて経営を掌握した。長崎電灯に乗り込んだ古賀は積極経営で供給拡大に取り組み、不振であった同社の経営を立て直した。長崎電灯は1914年（大正3年）にガス会社の九州瓦斯と合併して長崎電気瓦斯となるが、1916年（大正5年）5月に福岡市の九州電灯鉄道に合併された。合併で長崎電気瓦斯社長から九州電灯鉄道の取締役に転じ、その後1920年（大正9年）5月までこれを務めている。

### 大日本炭砿の経営
炭鉱業において三井と提携して時間的にも資金的にも余裕を得た古賀は、長崎以外への進出を図る。まず1914年（大正3年）に常磐炭田の高萩炭鉱を千沢平三郎から、秋山炭鉱を桑田知明から買収して茨城炭砿を設立。1916年（大正5年）には山本条太郎の勧誘で本山炭砿を設立して社長となり、山口県宇部の炭鉱を経営し始める。翌1917年（大正6年）2月には常磐炭田の磯原鉱区を買収し磯原炭砿を設立、5月これと茨城炭砿を統合、7月さらに本山炭砿と合併させて大日本炭砿株式会社とした。12月には常磐の三星炭砿を合併し、他に平鉱区（福島県）も買収した。1918年（大正7年）2月、大日本炭砿は増資により資本金1,000万円の会社となり、9月には東海炭砿を合併して常磐炭田での勢力をさらに拡大している。
松島炭鉱でも1917年から1918年にかけて第一次世界大戦中の好景気を背景に好業績を記録したが、大戦終結後は急速に業績を悪化させ1922年（大正11年）より無配に転落した。大日本炭砿も同様で、一足先に1920年（大正9年）には無配となった。このため拡大を続けてきた大日本炭砿の事業は縮小へと転じ、1921年（大正10年）に常磐平鉱区と山口の本山炭鉱を休山。次いで三井鉱山・三井物産に対し債務整理のため常磐湯本・平鉱区を譲渡した。こうした炭鉱事業の不振により、多額の融資を行っていた古賀家の古賀銀行は先行き不透明と見られたことによって発生した取り付け騒ぎに巻き込まれ1926年（大正15年）5月に休業し、そのまま再開することなく1933年（昭和8年）に解散してしまった。
1929年（昭和4年）6月25日、長崎松島炭鉱で第三坑が水没し副坑長以下42名が死亡する事故が発生した。翌7月20日、古賀は松島炭鉱株式会社の会長を辞任している。一方、社長に留まっていた大日本炭砿は1938年（昭和13年）に南俊二・菊池寛実らと提携し増資を行ったことでようやく1割の配当を復活した。2年後の1940年（昭和15年）、古賀は会社を日東鉱業汽船の竹中治・岩川与助に譲渡して大日本炭砿から退いた。
大日本炭砿撤退後は中小炭鉱のために活動し、1940年8月常磐石炭株式会社社長となり、翌年には東京・仙台の石炭統制組合理事長に推されて太平洋戦争中から戦後にかけて石炭増産に尽力した。1948年（昭和23年）に病気のため常磐石炭社長職を専務に譲って会長となるが、それも翌年に辞任している。その後は菊池寛実に迎えられて茨城県高萩市の望海炭鉱株式会社の社長となった。そして高萩で余生を過ごし、1951年（昭和26年）8月4日に死去した。満68歳没。